# Geosinonimia
La geosinonimia è, in linguistica, un tipo di sinonimia relativa a diverse varietà regionali di una lingua. Tale sinonimia consiste nella coesistenza di diversi significanti per indicare lo stesso significato, in cui però ciascuna forma è diffusa solo in una parte dell'area geografica in cui è parlata una data lingua. Esempi di geosinonimi in lingua italiana sono le parole cacio e formaggio.
Le parole di questa categoria sono dette geosinonimi (o anche sinonimi territoriali).
I geosinonimi sono presenti in molte lingue. Esempi in lingua tedesca sono le parole Sonnabend (forma diffusa nella Germania settentrionale) e Samstag (forma diffusa nella Germania meridionale), entrambe usate per indicare il 'sabato'. Esempi in lingua italiana sono le diverse espressioni usate in diverse zone d'Italia per indicare l'azione del 'marinare la scuola': per esempio in Piemonte si utilizza bucare o tagliare, a Roma fare sega, a Firenze fare filone, bigiare.
Un altro caso particolare è quello dei geosinonimi dell'italiano di Svizzera, tra cui nota ('voto scolastico') e birrino ('birra piccola').
Particolarmente studiati sono i geosinonimi della lingua italiana, in cui questa categoria di parole è molto diffusa.

## I geosinonimi della lingua italiana

### Descrizione
I geosinonimi sono esempi di varietà regionali della lingua italiana legate all'area di provenienza dei parlanti (varietà diatopiche). Possono essere considerati una sottocategoria dei regionalismi lessicali.
I geosinonimi riguardano per lo più ambiti della vita quotidiana: cibo, mestieri e oggetti della quotidianità. Ne sono esempi anguria (Nord d'Italia), melone d’acqua (Centro Italia) e cocomero (Toscana), oppure cancellino (Nord d'Italia), spugnetta (Sud d'Italia) e cimosa (Toscana). Ciò è dovuto al fatto che, relativamente a questi ambiti, non c'è stata una standardizzazione terminologica a livello nazionale, che ha riguardato invece la lingua di registro elevato, perché l'italiano standard è "poco interessato ad una presa diretta sulla realtà" e quindi lontano dagli ambiti quotidiani. 
In alcuni casi i geosinonimi entrano a far parte dell'uso ufficiale, come è avvenuto con il romano pizza (equivalente a "cosa noiosa") o per lo meno convivono con le forme standard, come strofinaccio (Settentrione), cencio (Centro) e mappina (Meridione). 
Nei dizionari, la presenza dei geosinonimi e, in generale, dei regionalismi viene valutata di caso in caso, in base al prestigio del termine: sono generalmente presenti alternanze come stagnino, stagnaio, tubista e simili.

### Classificazione
I geosinonimi sono stati classificati in base a diversi criteri.
Alberto Sobrero ha proposto di individuare quattro categorie di geosinonimi sulla base di due criteri: il confronto con il toscano (parola toscana e parola non toscana) e la "forza" di espansione (forte espansione o debole espansione). In base a questa classificazione si hanno:
1. Geosinonimi toscani forti: parole toscane che hanno avuto una buona espansione anche nelle altre aree di Italia. Un esempio è ciotola, termine con maggiore diffusione rispetto al settentrionale scodella o al meridionale tazza.
2. Geosinonimi non toscani forti: parole non toscane ma usate in alternativa a termini toscani sinonimi. Esempi sono insipido, scipito, insulso utilizzati in alternativa al toscano sciocco.
3. Geosinonimi toscani deboli: termini toscani con diffusione limitata, come babbo in luogo di papà.
4. Geosinonimi non toscani deboli: parole che tendono a scomparire per l'affermarsi di parole sinonime toscane (per esempio padrino contro il meridionale compare)[1].

Un'altra categorizzazione è stata avanzata da Emidio De Felice, sulla base del rango del geosinonimo: 
1. Geosinonimi di rango nazionale: termini che hanno avuto un'importante diffusione, rispondendo a reali esigenze comunicative ed espressive di tutta la collettività. Un esempio sono i termini asino (Settentrione) e somaro (Centro).
2. Geosinonimi di rango regionale: termini che rimangono confinati in una determinata regione, come il meridionale faticare (lavorare) o il laziale caciara (frastuono).
3. Geosinonimi di rango dialettale: termini con estensione locale, come il napoletano capa (testa)[11].

Infine, è possibile classificare i geosinonimi in:
1. Geosinonimi vitali: termini legati ad attività o oggetti di importanza rilevante in una certa area. Tra questi si può inoltre distinguere tra i geosinonimi con una buona espansione, come panetteria, oggi utilizzato al centro e al meridione in luogo di forno, e quelli che invece rimangono confinati in una certa zona (un esempio è il termine avanzare utilizzato nell'accezione di risparmiare).
2. Geosinonimi desueti: termini caduti in disuso per la scomparsa dell'oggetto o dell'attività da cui derivano (come è accaduto ad esempio con i termini relativi alla bachicoltura) o per imposizione di un nuovo geosinonimo (un esempio è il termine giambone, in passato utilizzato in Piemonte per indicare il prosciutto)[1].

### Diffusione e stabilità
Nel 1956 lo studioso svizzero Robert Rüegg (1920-2008), per la sua tesi di dottorato, propose a 124 persone italofone provenienti da 54 province diverse d'Italia un questionario, chiedendo loro di indicare i sinonimi impiegati nella vita quotidiana per 242 nozioni di vario tipo (cibo, abbigliamento, lavoro, salute e simili). Il risultato mostrò che solo per una nozione, quella di "caffè forte al bar", i parlanti utilizzavano la medesima parola, espresso; per le restanti 241 nozioni vi erano da un minimo di due fino ad un massimo di 13 geosinonimi. Inoltre, in 46 casi la parola indicata era nota solo in una determinata regione e sconosciuta invece nel resto d'Italia. 
In realtà i geosinonimi non hanno una lunga stabilità: anche il termine espresso ha oggi perso popolarità ed è stato sostituito dal più generico caffè. I geosinonimi hanno quindi un carattere transitorio dovuto alla facilità con cui un termine può diventare obsoleto quando se ne impone un altro o ne scompare il referente, come è accaduto per i già citati geosinonimi desueti. 
I geosinonimi vitali hanno invece maggiore stabilità, essendo legati ad attività di forte rilevanza regionale.
Oggi si assiste inoltre ad una progressiva scomparsa dei geosinonimi, dovuta all'uniformazione lessicale portata dai mass media: ad esempio, il termine idraulico ha preso il posto dei precedenti geosinonimi lattoniere, trombaio e fontaniere.
Anche i regionalismi toscani, prima largamente diffusi, hanno oggi minore capacità di diffusione e al contrario regrediscono di fronte a lessemi di provenienza prevalentemente settentrionale: il settentrionale brufolo oggi prevale sul toscano foruncolo, il veneziano giocattolo prevale sul toscano balocco.
La diffusione di un geosinonimo non segue un criterio preciso, ma dipende anche dalla connotazione culturale che il termine assume. Il prestigio di un geosinonimo può essere dovuto alla sua provenienza economica e culturale (per esempio un'attività economicamente forte può riuscire a imporre un prodotto con un determinato nome, come è accaduto con il termine formaggio in luogo di cacio e a lavello in luogo di acquaio o lavabo), o al suo uso in ambito televisivo e cinematografico (monnezza in luogo di immondizia, dovuto all'uso frequente in servizi e scandali sui rifiuti a Napoli).
Un altro fattore è la distanza strutturale che intercorre tra il dialetto che fa da sostrato al regionalismo e il modello di riferimento per la lingua italiana: ad esempio il lombardo toso difficilmente riuscirà ad imporsi come sinonimo di ragazzo, al contrario del laziale ragazzino, più vicino al modello della lingua nazionale. 
La scelta di un termine in una serie di geosinonimi dipende anche dal livello sociale del parlante o dal registro e stile che il contesto comunicativo richiede: un termine come abboffato o abbottato difficilmente verrà utilizzato in contesti di alta formalità, per i quali si preferirà invece il termine sazio.

### Equivalenza di significato
Non sempre tra i geosinonimi c'è esatta equivalenza di significato. 
Per esempio l'idraulico è definito nel Vocabolario Treccani come "operaio specializzato addetto all'installazione e alla manutenzione delle tubazioni dell'acqua e degli impianti igienici e sanitari, nell'edilizia e nelle costruzioni stradali". Il termine campano tubista, pur geosinonimo di idarulico, si discosta leggermente dalla precedente definizione, indicando più che altro l'operaio addetto alla fabbricazione, riparazione e rinnovo di tubi, tubazione d'acqua e di aria compressa.
Un altro esempio è quello di lavabo, recipiente contenente acqua per lavare mani e viso generalmente presente nei bagni, e del geosinonimo toscano acquaio, impianto destinato invece al lavaggio di stoviglie e collocato in cucina.

## I geosinonimi della lingua inglese
Molti sono anche i geosinonimi tra l'inglese britannico, la varietà della lingua inglese parlata nel Regno Unito, e l'inglese americano, la varietà dell'inglese parlata negli Stati Uniti d'America. Esempi di coppie di parole americane e britanniche sono: 
| Inglese americano | Inglese britannico | Italiano        |
| ----------------- | ------------------ | --------------- |
| Apartment         | Flat               | Appartamento    |
| Candy             | Sweet              | Dolce           |
| Check             | Bill               | Conto           |
| Chips             | Crisps             | Patatine fritte |
| Cookie            | Biscuit            | Biscotto        |
| Donut             | Doughnut           | Ciambella       |
| Elevator          | Lift               | Ascensore       |
| Fall              | Autumn             | Autunno         |
| Jelly             | Jam                | Marmellata      |
| Pants             | Trousers           | Pantaloni       |
| Truck             | Lorry              | Camion          |
| Vacation          | Holiday            | Vacanza         |
| Vacationer        | Holidaymaker       | Vacanziere      |

## Geosinonimi e geoomonimi
Un fenomeno linguistico simile a quello dei geosinonimi è la geoomonimia: mentre i geosinonimi condividono il significato ma hanno forma diversa, i geoomonimi sono lessemi dalla stessa forma ma significato differente in zone diverse. Sono dunque varietà diatopiche sul piano però semantico.
Esempi in lingua italiana sono la parola lea, che in Piemonte significa 'viale' mentre in Veneto significa 'fango', e i toscani comare 'pettegola' e babbo 'papà' che nel meridione significano invece 'madrina' e 'stupido'. I geoomonimi possono avere diverse etimologie (è il caso di lea) o stessa origine ma evoluzione semantica differente.
In lingua inglese, esempi di geoomonimi sono pants, che in inglese americano significa 'pantaloni' mentre in inglese britannico 'biancheria intima' e biscuit, che negli Stati Uniti indica un tipo di pane cotto preparato con mais mentre nel Regno Unito i biscotti.